# Vinylogie-Prinzip
Das Vinylogie-Prinzip ist ein Begriff aus der Organischen Chemie und bezeichnet das Phänomen, dass zwei Atomgruppen, die miteinander in mesomerer Wechselwirkung stehen, dies auch weiter tun, wenn sie durch eine oder mehrere miteinander konjugierte C=C-Doppelbindungen voneinander getrennt sind.
Dies wird in der Zeichnung am Beispiel eines vinylogen Carboxylations demonstriert:

Mesomeriestabilisiertes Carboxylat-Anion (oben) und vinyloges Carboxylat-Anion (unten)

Die Doppelbindung ermöglicht die Verteilung der negativen Ladung über beide Sauerstoffatome; das Anion ist ebenso gut stabilisiert wie ein Carboxylation – das zugrundeliegende γ-Keto-Enol kommt in der Säurestärke einer Carbonsäure nahe.
Ein bekanntes Beispiel für eine vinyloge Carbonsäure ist die Ascorbinsäure.

Ascorbinsäure – eine vinyloge Carbonsäure

Denselben Effekt wie aliphatische konjugierte Doppelbindungen haben auch die konjugierten Doppelbindungen aromatischer Ringe wie etwa in Phenylen-Einheiten. Dies bezeichnet man als Phenylogie-Prinzip. Als Beispiel sei hier der 4-Dimethylaminobenzaldehyd angeführt, den man als „phenyloges Dimethylformamid“ auffassen kann:

Mesomeriestabilisiertes Dimethylformamid (oben) und 4-Dimethylaminobenzaldehyd, ein „phenyloges Dimethylformamid“ (unten)